# Städtisches Gymnasium Selm
Das Städtische Gymnasium Selm (SGS) ist ein öffentliches Gymnasium im westfälischen Selm in Nordrhein-Westfalen. Es wurde im Sommer 1989 gegründet und wird zurzeit von etwa 600 Schülern aus den drei Selmer Stadtteilen und den umliegenden Nachbargemeinden besucht. Das SGS ist auf dem Campus Selm an der Kreisstraße angesiedelt und das einzige Gymnasium in Selm.

## Auszeichnungen

### Europaschule
Im April 2011 wurde das Städtische Gymnasium Selm für sein europäisch ausgerichtetes Schulprogramm und entsprechende Aktivitäten der Schulgemeinde wie Schulpartnerschaften, Fremdsprachenangebote, Projekte und Diskussionsveranstaltungen als „Europaschule in NRW“ zertifiziert.

### Gütesiegel Individuelle Förderung
Im Februar 2007 verlieh NRW-Ministerpräsident Jürgen Rüttgers dem Städtischen Gymnasium Selm als einer von 22 Schulen in Nordrhein-Westfalen das „Gütesiegel Individuelle Förderung“ des Ministeriums für Schule und Weiterbildung des Landes NRW.

### Schule mit Courage
Schüler- und Lehrerschaft des SGS engagieren sich seit mehreren Jahren beim Projekt „Schule ohne Rassismus – Schule mit Courage“. Seit 2004 trägt die Schule den gleichnamigen Titel der Aktion.

## Partnerschulen
Das Gymnasium Selm hat drei europäische und eine australische Partnerschule, mit denen jährlich Austauschprogramme und Projekte durchgeführt werden. Am längsten besteht der Kontakt zur Stainburn School in der Selmer Partnerstadt Workington (Großbritannien), die seit 1994 Partnerschule des SGS ist. Geprägt ist der internationale Kontakt insbesondere durch zahlreiche gemeinsame musikalische Projekte wie regelmäßigen Konzertreisen der Schulorchester und anderer Musikgruppen. Seit 1998 besteht der Kontakt zur Westbourne Grammar School im australischen Melbourne. Die Athénée Royal de l´ Air Pur im belgischen Seraing bei Lüttich ist seit 1999 Partnerschule des Selmer Gymnasiums. Seit 2009 bestehen zudem Kontakte zur Zespół Szkół im polnischen Wojakowa bei Iwkowa.

## Schülerzeitung
Am Städtischen Gymnasium Selm erschien von 1998 bis 2009 mehrmals im Jahr die u. a. vom Magazin Der Spiegel ausgezeichnete Schülerzeitung SBZ. Vorgänger der Schülerzeitung waren die Spiegelschrift und Exklosiv (Kombination von Exklusiv und Explosiv). Im Jahr 2016 gründete die Schule eine Onlinezeitung, PunktSZ.

## Schulleitung
Von 1989 bis 1997 wurde die Schule von Günter Barenbrock geleitet. Von 1997 bis 2021 war Ulrich Walter Schulleiter des Gymnasiums. Seit 2021 ist Oberstudiendirektorin Viola Löchter Schulleiterin am Städtischen Gymnasium Selm.